# Кумпена (комуна)
Кумпена (рум. Cumpăna) — комуна у повіті Констанца в Румунії. До складу комуни входять такі села (дані про населення за 2002 рік):
- Кумпена (9871 особа) — адміністративний центр комуни
- Стража

Комуна розташована на відстані 199 км на схід від Бухареста, 9 км на південний захід від Констанци.

## Населення
За даними перепису населення 2002 року у комуні проживала 9871 особа.
Національний склад населення комуни:
| Національність   | Кількість осіб | Відсоток |
| ---------------- | -------------- | -------- |
| румуни           | 9065           | 91,8%    |
| турки            | 594            | 6,0%     |
| татари           | 177            | 1,8%     |
| цигани           | 13             | 0,1%     |
| німці            | 8              | 0,1%     |
| угорці           | 6              | 0,1%     |
| чанго            | 3              | < 0,1%   |
| росіяни-липовани | 2              | < 0,1%   |
| вірмени          | 1              | < 0,1%   |

Рідною мовою назвали:
| Мова      | Кількість осіб | Відсоток |
| --------- | -------------- | -------- |
| румунська | 9175           | 92,9%    |
| турецька  | 520            | 5,3%     |
| татарська | 151            | 1,5%     |
| циганська | 8              | 0,1%     |
| угорська  | 7              | 0,1%     |
| німецька  | 7              | 0,1%     |
| російська | 2              | < 0,1%   |

Склад населення комуни за віросповіданням:
| Релігія                                       | Кількість осіб | Відсоток |
| --------------------------------------------- | -------------- | -------- |
| православні                                   | 8703           | 88,2%    |
| мусульмани                                    | 781            | 7,9%     |
| п'ятдесятники                                 | 301            | 3,0%     |
| римо-католики                                 | 49             | 0,5%     |
| адвентисти                                    | 7              | 0,1%     |
| лютерани (Синодально-пресвітеріанська церква) | 7              | 0,1%     |
| баптисти                                      | 6              | 0,1%     |
| реформати                                     | 3              | < 0,1%   |
| лютерани                                      | 3              | < 0,1%   |
| греко-католики                                | 1              | < 0,1%   |
| не вказали релігію                            | 2              | < 0,1%   |